# 파이어웍 (영화)
《파이어웍》(영어: This World, Then the Fireworks)은 미국에서 제작된 마이클 오블러위츠 감독의 1997년 범죄 스릴러 드라마 영화이다. 빌리 제인 등이 출연하였고, 래리 그로스 등이 제작에 참여하였다.

## 출연진
- 빌리 제인
- 지나 거숀
- 셰릴 리
- 루 매클래너핸
- 시모어 커셀
- 윌 패튼
- 리처드 에드슨

## 기타 제작진
- 공동 제작: 프랭크 K. 아이작
- 협력 제작: 메리 버뉴
- 배역: 메리 버뉴, 로니 예스컬
- 미술: 마이아 제이번
- 의상: 댄 무어